# Peridontopyge gasci
Peridontopyge gasci är en mångfotingart som beskrevs av Demange 1972. Peridontopyge gasci ingår i släktet Peridontopyge och familjen Odontopygidae. Inga underarter finns listade i Catalogue of Life.